# Sommerbad Kreuzberg

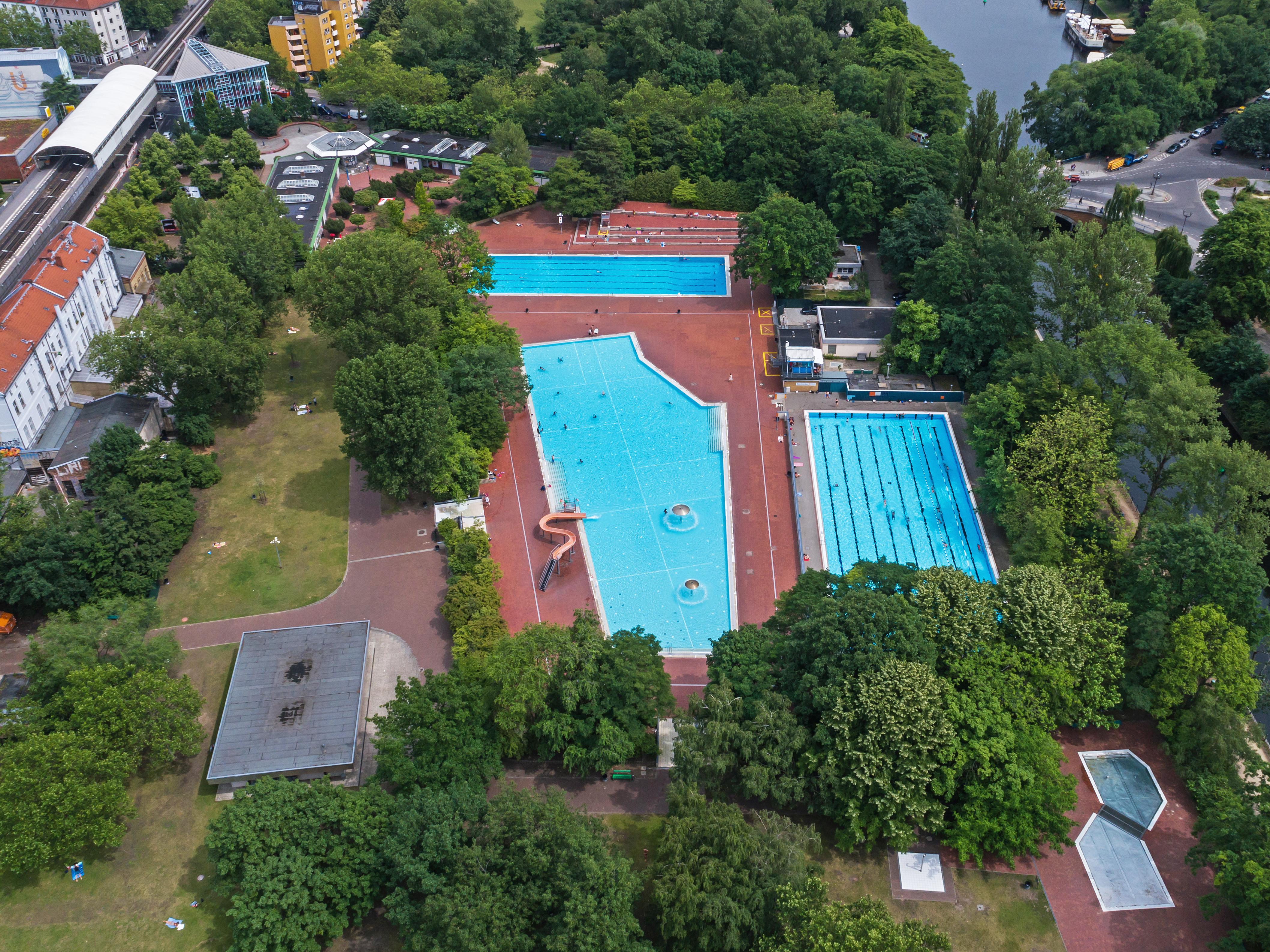
Luftaufnahme

Das Sommerbad Kreuzberg (umgangssprachlich Prinzenbad genannt) ist ein Freibad im Berliner Ortsteil Kreuzberg. Es befindet sich an der Prinzenstraße in Sichtweite des gleichnamigen Hochbahnhofs der U-Bahn-Linien U1 und U3. Das Sommerbad gehört den Berliner Bäder-Betrieben, einer Anstalt des öffentlichen Rechts.

## Geschichte

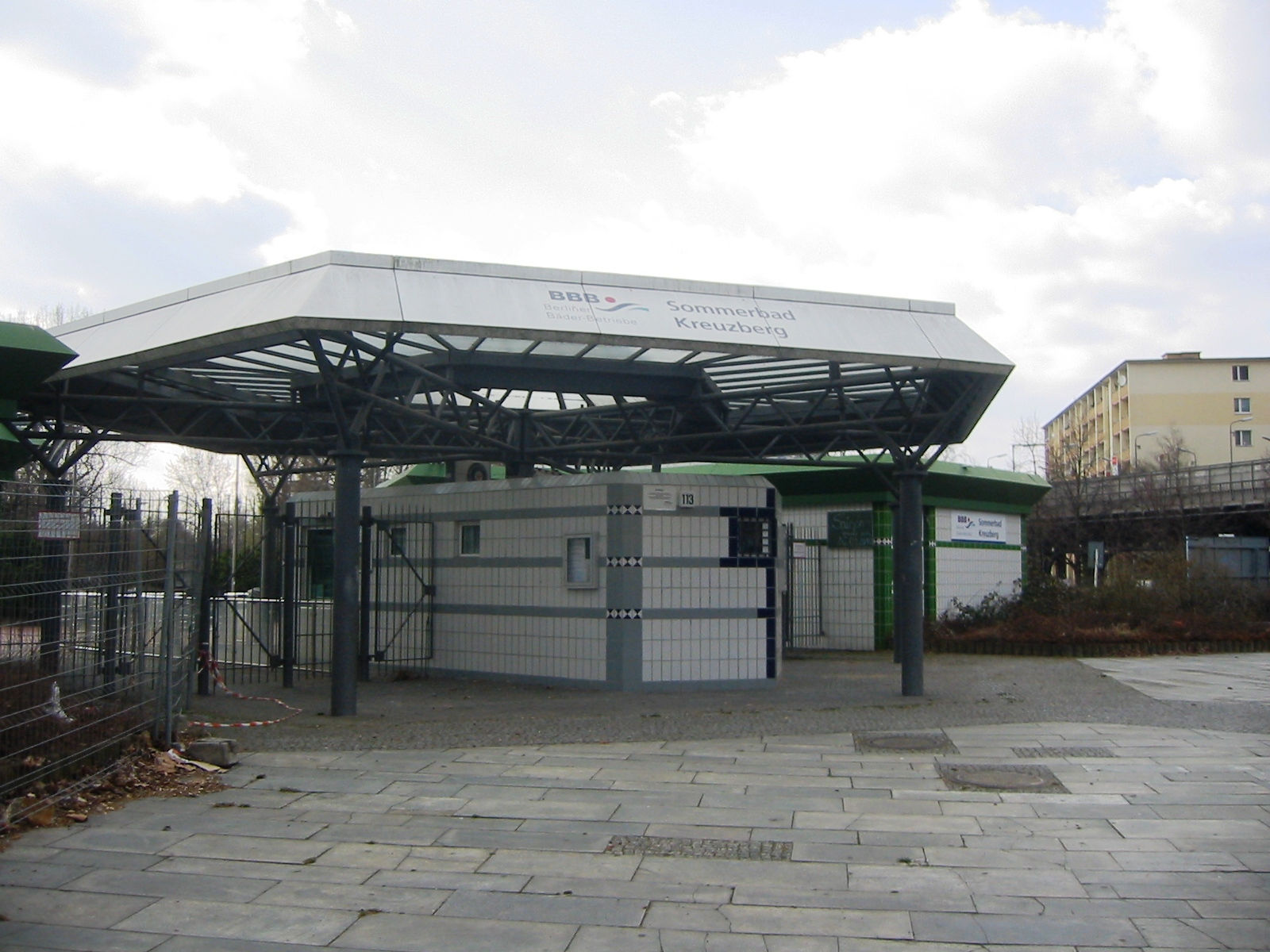
Eingang zum Sommerbad Kreuzberg

Das Bad wurde auf dem Gelände der ehemaligen Englischen Gasanstalt errichtet und am 16. Mai 1956 eröffnet. Im Winter 1978/1979 wurde im Boden eine hohe Schadstoffkonzentration festgestellt, die eine Sanierung erforderlich machte. Das Land Berlin musste über 30 Millionen Mark (kaufkraftbereinigt in heutiger Währung: rund 41,6 Millionen Euro) aufwenden, um die Fläche wieder für den Publikumsverkehr freigeben zu können. 1984 wurde die komplette Anlage für rund 15 Millionen Mark saniert. Dabei wurden die Gebäude sowie die Schwimmbecken neu errichtet und die Sprunganlagen entfernt.
Im Juli 2010 kam es an einem Abend zu einer Massenschlägerei, an der etwa 60 Jugendliche beteiligt waren. Das Schwimmbad, in dem sich zu dem Zeitpunkt noch etwa 5000 Badegäste aufhielten, wurde daraufhin von der Polizei geräumt.

## Betrieb
Täglich kommen bis zu 9000 Gäste ins Sommerbad. Im Sommer 2018 verzeichnete das Prinzenbad 330.000 Badegäste. Es benötigt jährlich 1,5GWh Energie. Als Sicherheitskonzept unterhält das Bad einen Sicherheitsdienst und bietet Polizeieinsatzkräften kostenlosen Eintritt für den Dienstsport, den diese im Sommer schwerpunktmäßig in den Bädern Berlins abhalten.

## Ausstattung
Im Freibad stehen zwei Schwimmbecken mit 50 m × 21 m und 50 m × 16 m zur Verfügung, die zwischen 1,90 m und 3,55 m tief sind. Weiterhin ist ein Nichtschwimmerbecken mit einer Fläche von 1600 m² und 0,45 m bis 1,40 m Tiefe vorhanden. Ein Planschbecken und ein Kinderspielplatz mit einem weiteren Wasserplanschbecken rundet das Angebot ab. Für Menschen mit Behinderung wurden zwei Umkleidekabinen mit Dusche und WC eingerichtet. Eine Anfahrt mit dem Rollstuhl bis zum Beckenrand ist möglich; ebenso wurde eine Treppe im Nichtschwimmerbecken angebracht. Es bestehen Parkmöglichkeiten neben dem Eingang. Ein FKK-Bereich ist nicht mehr vorhanden.

## Rezeption in der Kunst
- Das Prinzenbad dient als Namensgeber für den Dokumentarfilm Prinzessinnenbad.
- Auf dem Album Schafe, Monster und Mäuse (2018) von Element of Crime befindet sich ein Lied mit dem Titel Im Prinzenbad allein.
- Die Handlung eines Kapitels des Romans Herr Lehmann von Sven Regener spielt im Prinzenbad.
- Die Berliner Rapperin Juju erwähnte das Prinzenbad in ihrem Song Sommer in Berlin von 2019.